# Hyperlais transversalis
Hyperlais transversalis là một loài bướm đêm trong họ Crambidae.